# Aobike
Aobike ist ein Ort im Norden des Maiana-Atolls in den zum Inselstaat Kiribati gehörenden Gilbertinseln im Pazifischen Ozean mit einer Landfläche von 0,2 km². 2020 hatte der Ort 113 Einwohner.

## Geographie
Aobike liegt im Norden des Haupt-Motus von Maiana zwischen Tematantongo im Nordwesten und Tebanga im Südosten.

## Klima
Das Klima ist tropisch heiß, wird jedoch von ständig wehenden Winden gemäßigt. Ebenso wie die anderen Orte des Maiana-Atolls wird Aobike gelegentlich von Zyklonen heimgesucht.